# 정지행
정지행(鄭智行, 1965년 3월 21일 ~ )은 대한민국의 한의사이자 한의학 박사이다.

## 이력
서울에서 출생한 그녀의 본관은 동래(東萊)이고 각각 모교인 경희대학교 한의과대학의 겸임교수와 경희대학교 한의과대학원의 외래교수를 지낸 전력이 있으며 현재는 서울 정지행 한의원 원장이다.
한의학과 양방 의공학의 융합적 체계성 의과학을 시도한 그녀의 신장은 163cm이고 체중은 43kg이며 바둑에 취미가 있고 수영과 요가와 필라테스와 경보에 특기가 있다.
이에 아울러 대한민국 다이어트 한의학 박사 1호로 일컬어지는 그녀는 1992년, 동갑의 한의사 및 한의학 박사 이태후(李泰厚)와 결혼하여 이후 그와의 사이에서 2남 1녀를 두었다.

## 학력
- 경희대학교 한의과대학 한의학사
- 미국 미시건 주립대학교 대학원 의료경영학과 의료경영학 석사
- 미국 컬럼비아 대학교 대학원 의공학과 의공학 석사
- 경희대학교 한의과대학원 한의학 석사·한의학 박사

## 저서

### 한의과학교육 저술
- 《위풍당당 다이어트》
- 《성장기 10대들의 다이어트》
- 《4주 완성 결혼 다이어트》
- 《똑똑한 여자의 280일 임산부 다이어트》
- 《30대에 낳는 아이가 똑똑하다》
- 《여자 몸 사용설명서》
- 《30·40대 임신 출산 걱정할 필요 없다》